# Веніамін (Погребний)
Архієпископ Веніамін (Погребной Володимир Валентинович; нар. 18 січня 1979, Первомайськ Ворошиловградської (нині-Луганської) області) — архієпископ Української православної церкви, вікарій Полтавської єпархії, віцеректор Полтавської Місіонерської Духовної Семінарії та викладач Біблійного богослов'я Святого Письма Старого Завіту.

## Біографія
Єпископ Новосанжарський Веніамін (Володимир Валентинович Погребной) народився 18 січня 1979 року в місті Первомайськ Луганської області.
У 1996 році закінчив середню школу № 2 м. Первомайська із срібною медаллю.
У 1999 році закінчив Духовне училище Полтавської єпархії.
З 1999 по 2001 рік навчався в Православному Свято-Тихонівському богословському інституті.
У вересні 2001 року був призначений на посаду завідувача бібліотекою та завідувача заочним сектором; в січні 2002 року — секретаря Учбової Ради Духовного училища Полтавської єпархії.
У 2004 році закінчив Київську духовну семінарію.
15 травня 2004 року Филипом, єпископом Полтавським і Кременчуцьким, був висвячений у сан диякона, а 26 травня в сан священика.
13 серпня 2004 року призначений інспектором Місіонерського Духовного училища Української Православної Церкви, а 11 квітня 2007 року, після реорганізації його в Полтавську Місіонерську Духовну Семінарію, першим проректором останньої.
У 2008 році закінчив Київську духовну академію.
14 березня 2009 року архієпископом Полтавським і Миргородським Филипом пострижений у чернецтво (мантію) з ім'ям Веніамін, на честь священномученика Веніаміна, митрополита Петроградського (день тезоіменитства 31 липня (13 серпня)). 22 травня 2009 року возведений у сан ігумена.
В 2009-2010 роках навчався у Карпатському університеті.
У 2010 році захистив магістерську роботу на тему: «Прозелітська діяльність Ордену єзуїтів на території Речі Посполитої в 1569-1654 рр. і Російської імперії в 1772-1820 рр., як приклад методології римо-католицьких місій».
30 серпня 2011 року зведений у сан архімандрита.
З 2011 по 2014 роки навчався в аспірантурі Східноукраїнського національного університету ім. В.Даля.
У 2014 році захистив дисертацію на здобуття наукового ступеня кандидата філософських наук «Свято як спосіб буття культури» за напрямком «філософська антропологія, філософія культури».
Рішенням Священного синоду Української православної церкви від 27 жовтня 2015 року обраний єпископом Новосанжарським, вікарієм Полтавської єпархії.
10 листопада 2015 року у храмі на честь Всіх Святих Свято-Пантелеімонівського жіночого монастиря м. Києва Феофанії відбулося наречення архімандрита Веніаміна на єпископа Новосанжарського.
6 грудня 2015 року за Божественною літургією в Трапезному храмі преподобних Антонія і Феодосія Печерських Свято-Успенської Києво-Печерської Лаври відбулася архієрейська хіротонія архімандрита Веніаміна, яку очолив митрополит Київський і всієї України Онуфрій (Березовський). Йому співслужили митрополит Полтавський і Миргородський Филип, єпископи Кременчуцький і Лубенський Миколай (Капустін), Обухівський Іона (Черепанов), Ірпінський Климент (Вечеря), Бородянський Варсонофій (Столяр), Золотоніський Іоанн (Вахнюк), благочинний Троїце-Сергієвої Лаври архімандрит Павел (Кривоногов), а також братія і гості Києво-Печерської обителі в священному сані..
З 2016 по 2023 рік – член Комісії при Міністерстві освіти і науки України, з державного визнання документів про наукові ступені та вчені звання, видані закладами вищої духовної освіти. 
17 серпня 2021 року возведений в сан архієпископа.

Нагороди:
·      Срібна медаль за успіхи у навчанні (1996).
·      Орден святого рівноапостольного князя Володимира ІІІ ст. (2006).
·      Орден на честь 1020-річчя Хрещення Київської Русі (2009).
·      Грамота Національної академії педагогічних наук України за співпрацю в галузі духовної просвіти (2010).
·      Орден святого апостола Іоанна Богослова ІІІ ст. (2013).
·      Медаль Волинської ікони Божої Матері (2015).
·      Орден преподобного Нестора Літописця ІІ ст. (2017).
·      Відзнака Олександрійської єпархії на честь священномучеників Адріана та Димитрія (2018).
·      Орден святителя Петра Могили (2019).
·      Грамота Громадської ради з питань співпраці з Церквами та релігійними організаціями при Міністерстві освіти та науки України за вагомий особистий внесок у впровадження предметів духовно-морального спрямування в закладах загальної середньої освіти, створення належних умов для розвитку особистості учнів на засадах духовно-моральних цінностей (2021).
·      Медаль святителя Інокентія Одеського І ст. (2022).
·      Медаль «Волонтер України. За покликом душі» (2024). 

Наукові і публіцистичні статті та доповіді:
1.     Погребной В.В., иер.. Исторические свидетельства земной жизни Иисуса Христа / В.В. Погребной //Відомості Полтавської єпархії. № 5 (29) 2004 р. 
2.     Погребной В.В., иер.. Экзегетические сложности Страстных Евангелий / В.В. Погребной //Відомості Полтавської єпархії. № 3 (51) 2006 р.
3.     Веніамін (Погребной Володимир Валентинович), ігумен. Богослов’я місії: категорії риску // Христианская мысль. Киевское религиозно-философское общество. V. – Київ: 2009-2010. – 241 с., С. 184-188. 
4.     Веніамін (Погребной Володимир Валентинович), ігумен. Католицькі місії: причини і наслідки // Науковий вісник КаУ. – Ужгород, 2008. – 114 с., С. 26-29. 
5.     Погребной В.В., прот.. Инославный опыт религиозной нетерпимости в прошлом: анализ, выводы / В. Погребной // Духовність, культура і наука: від традицій до майбуття. – Полтава: вид-во АСМІ, 2009. – 262 с., С. 165-169. 
6.     Вениамин (Погребной Владимир Валентинович), игумен. Монашеское служение в современном мире: миссия уединения / В. Погребной // Церква в світі: служіння любові. – Полтава: вид-во АСМІ, 2010. – с.616, С. 453-460.
7.     Погребной В.В. (архимандрит Вениамин). Праздник в конфигурации современного социума. – Луганськ: вид-во СНУ ім. В. Даля, 2012. – 304 с., С. 51-52.
8.     Веніамін (Погребной Володимир Валентинович), архім.. Українська греко-католицька церква як наслідок неусвідомленого мутагенезу / В. Погребной // Філософська та релігійна антропологія. Випуск №1. – Луганськ: вид-во СНУ ім. В. Даля, 2012. – 228 с. С.61-71.
9.     Погребной В.В.. Криза святковості: трансформація і деформація карнавальної культури. – София: "БялГРАД-БГ" ООД, 2012. – 80 с., С. 37-43.
10.   Погребной В.В.. Генезис свята: побут і культура / Погребной В. // Dny vedy – 2013 / – Praha: Publishing House «Education and Science», 2013. – 88 с., С. 66-70.
11.   Погребной В.В.. Підстави екзистенціальної різноманітності свята / Погребной В. // Naukowa przestrzen Europy – 2013. – Przemysl: Nauka i studia, 2013. – 96 с., С. 57-61.
12.   Погребной В.В.. Культурантропологічний аспект свята / В. Погребной. – Симферополь: ТНУ им. В.И. Вернадского, 2013. – № 252. – 226 с. – С. 160-171.
13.   Погребной В.В. Свято в бутті людини / В. Погребной // Філософія і політологія в контексті сучасної культури. – Дніпропетровськ: ДНУ ім. О. Гончара, 2013. – Випуск 6 (III). – 184 с. – С. 163-167.
14.   Погребной В.В.. Роль свята в життєдіяльності людини / В. Погребной // Філософська та релігійна антропологія. – Луганськ : вид-во СНУ ім. В. Даля, 2013. – Вип. 2. – 258 с. – С. 71-83.
15.  Погребной В.В.. Свято в культурно-цивілізаційному континуумі / В. Погребной // Філософські дослідження: Зб. наук. праць СНУ ім. В.Даля; Вип. 18. – Луганськ: вид-во СНУ ім. В. Даля, 2013. – 282 с., С. 202-210.
16.   Веніамін (Погребной), архім.. Людські почуття в культурному просторі / Погребной В. // Соціально-психологічні проблеми трансформації сучасного суспільства. – Луганськ: вид-во СНУ ім. В. Даля, 2013. –268 с., С 54-55.
17.   Вениамин (Погребной Владимир Валентинович), игумен. Информационная перегрузка как препятствие христианской самоидентификации современного человека: уроки Маршалла Герберта Маклюена / Погребной В. // Досвід християнської святості в освітньому просторі: минуле і майбутнє. – Полтава: вид-во АСМІ, 2013. – с. 325, С. 42-51.
18.  Веніамін (Погребной), архім.. Праздник как индикатор свободы / В. Погребной // Світло Володимирового Хрещення крізь віхи тисячоліть. – Полтава: вид-во АСМІ, 2013. – 211 с., С. 104-109.
19.  Погребной В.В. Цивілізаційні перверсії православного свята / В. Погребной // Філософські проблеми людини. – Луганськ: вид-во СНУ ім. В. Даля, 2013. – 260 с., С. 171-174.
20.   Веніамін (Погребной), архім. Волинське народне та релігійне верхів’я композиторської циклічності І. Ф. Стравінського // Історія та сучасність Православ’я на Волині. – Волинська єпархія УПЦ, Волинська духовна семінарія, Видавничий відділ Волинської єпархії. – Луцьк, 2014. – 208 с. С. 185-188.
21.  Погребной В.В.. Свято як культурна традиція в соціумі, що глобалізується // «Вплив суспільних наук на процес розвитку суспільства: можливе та реальне». – Київ: ГО «Київська наукова суспільнознавча організація», 2014. – 108 с., С. 68-72.
22.   Погребной В.В.. Теолог що вчиться – теолог що грає: «уроки» Хьойзенга і Ранера // Актуальні питання застосування на практиці досягнень сучасної педагогіки та психології. – Харків: вид-во СО «ЦПД», 2014. – 108 с., С. 102-106. 
23.  Погребной В.В.. Ісаєв В.Д. Свято як спосіб буття. По обидві сторони свята: трансформації свят православної традиції. – Київ: вид-во ТОВ РПФ «АЗБУКА», 2014. – 218 с..  
24.  Погребной В.В.. Антиномічність свята в глобалізуючому соціумі / В. Погребной // Філософські дослідження: Зб. наук. праць СНУ ім. В. Даля; Вип.24. – Луганськ: вид-во СНУ ім. В. Даля, 2014. – 280 с., С.79-89.
25.  Погребной В.В.. Антропологія і екзистенція свята / В. Погребной // Наукові записки: Зб. наук. праць КУТЕП. Серія: філософські науки. Вип. 16. – Київ: вид-во КУТЕП, 2014. – 362 с., С. 328-337.
26.  Погребной В.В.. Інтуїтивний християнський базис древніх свят / В. Погребной // Вісник Житомирського державного університету ім.. Івана Франка. Вип.1 (73). – Житомир: вид-во ЖДУ ім.І. Франка, 2014. – 274 с., С. 53-57.
27.  Pogrebnoi V. The ancient Greek games as a universality of the festive culture. – Przemysl: «Nauka i studia», 2014. – 96 с., С. 13-22.
28.   Вениамин (Погребной), архим.. Человек за буквой: жизненный путь основателя Полтавской семинарии / В.В. Погребной // Відомості Полтавської єпархії. № 6 (163), 7 (164), 8 (165), 9 (166), 10 (167),  2015 р.
29.   Погребной В.В.. Деструкція соціуму і економічний базис порнозалежності: усвідомлення і звільнення // Актуальні наукові дослідження різноманітних соціальних процесів сучасного суспільства. – Одеса: «Причорноморський центр досліджень проблем суспільства», 2015. – 108 с., С. 62-65.
30.   Погребной В.В.. (єпископ Веніамін). Сучасна деструкція соціуму: молодіжна уразливість / В.В. Погребной // Освіта і наука: формування особистості на основі християнських цінностей. – Київ: Міжфракційне депутатське об’єднання «За духовність, моральність та здоров’я України», 2015. – 121 с., С. 82-84.
31.  Погребной В.В.. Новий погляд на гру, як метод сучасної православної та світської педагогіки // Science without borders – 2017. – Sheffield: Science and Education Ltd, 2017. – 104 с., С. 8-12. 
32.   Веніамін (Погребной), єп.. Душа народу: дієве сповідання чи заперечення? / В.В. Погребной // Відомості Полтавської єпархії. № 12 (193), 2017 р.
33.  Погребной В.В.. Теологічна та економічна самоідентифікація християнського священика в умовах сучасної грошово-кредитної політики // Роль суспільних наук у забезпеченні стабільності розвитку глобальних світових процесів у ХХІ ст. / – Київ: «Київська наукова суспільнознавча організація», 2018. – 108 с., С. 55-59.
34.  Погребной В.В.. Релігійно-етична присутність в сучасній школі, як сповідання душі народу / В.В. Погребной // Економічні, політичні та культурологічні аспекти європейської інтеграції України в умовах нових глобалізаційних викликів / – Ужгород: ВД «Гельветика», 2018. – 520 с., С. 428-430.
35.   Веніамін (Погребной), єп.. Нас змінює тільки любов / В.В. Погребной // Отрок.UA № 4 (91), 2018 р. С. 11-15.
36.   Вениамин (Погребной), еп.. Родители, не отдавшие своих больных детей в интернат, попадают прямо в рай // Фамилия. № 4. 2018. С. 44-49
37.   Веніамін (Погребной), архім. Екстравертне та інтровертне паломництво / В.В. Погребной // Політологія, філософія, соціологія: контури міждисциплінарного перетину. – Одеса: Національний університет «Одеська юридична академія», 2014. – 244 с., С. 178-182. 
38.   Вениамин (Погребной), еп.. Душа и тело / В.В. Погребной // Фамилия. № 1, 2019. С. 26-29.
39.   Вениамин (Погребной), еп.. Кем быть? / В.В. Погребной // Отрок.UA № 4 (97), 2019. С. 25-28.
40.   Вениамин (Погребной), еп.. Сделать все возможное! / В.В. Погребной // Фамилия. № 3, 2019. С. 8-11.
41.   Вениамин (Погребной), еп.. Две заповеди о любви / В.В. Погребной // Фамилия. № 1, 2020. С. 6-7.
42.   Вениамин (Погребной), еп.. Архитектор / В.В. Погребной // Фамилия. № 2, 2020. С. 6-9.
43.   Веніамін (Погребной), єп.. Спільна мова, або ніхто не спасеться наодинці / В.В. Погребной // Світло Православ’я. № 3, червень-липень 2020. С. 2-3.
44.   Вениамин (Погребной), еп.. «То, что гусеница называет концом света, школьный учитель называет бабочкой!» / В.В. Погребной // Фамилия. № 3, 2020. С. 6-9.
45.   Веніамін (Погребной), єп.. Ми всі – предтечі Христа / В.В. Погребной // Світло Православ’я. № 4, листопад 2020. С. 2-3.
46.   Вениамин (Погребной), еп.. «Чудо – свобода Бога» / В.В. Погребной // Фамилия. №4, 2020. С. 7-9.
47.   Веніамін (Погребной), єп.. Феномен страждань: праведний Іов, пророк Ісая, Христос, мученики. Церква мучеників: гоніння на віру і Церкву в ХХ ст.. – К.: Видавничий відділ УПЦ, 2020. – 616 с. – С. 578-585. 
48.   Вениамин (Погребной), архиеп.. «Как мы потеряли общий язык?» / www.dialogtut.org. 2022.
49.   Вениамин (Погребной), архиеп.. «Что будет после войны?» / www.dialogtut.org. 2023.
50.   Pogrebnoi V.. Ann and educational integrity. Example of Solomon's polyfunctional // Педагогічні науки. № 82. – Полтава: ПНПУ, 2023. – 135 с. – С. 124-128.
51. Рогова О.Г., Скакун Н.М.. Біблійна історія та християнська етика: навчальний посібник для 7 класу з факультативного курсу. Головний редактор: Погребной В.В.. – К. Книгоноша, 2017. – 208 с. Схвалено для використання у загальноосвітніх навчальних закладах (лист ПТЗО МОН №14.1/12-Г-1542 від 18.08.2014).
52. Рогова О.Г., Скакун Н.М.. Біблійна історія та християнська етика: навчальний посібник для 6 класу з факультативного курсу. Головний редактор: Погребной В.В.. – К. Книгоноша, 2019. – 248 с. Схвалено для використання у загальноосвітніх навчальних закладах (лист ІМЗО МОН України №22.1/12-Г-939 від 10.10.2018).